# Резолюція Ради Безпеки ООН 1737
Резолюція Ради Безпеки ООН № 1737 — прийнята одноголосно 23 грудня 2006 Радою Безпеки у відповідь на відмову Ірану припинити збагачення урану. Текст резолюції розроблений Великою Британією і Францією спільно з Німеччиною.
Резолюція забороняє ввезення до Ірану ядерних технологій і матеріалів, а також заморозку рахунків основних компаній та осіб, пов'язаних з ядерною програмою. Резолюція була прийнята через 2 місяці після складання. Це було пов'язано з незгодою Росії і Китаю голосувати за резолюцію в її первісному варіанті. З тексту резолюції були виключені статті, що забороняють пересування іранських чиновників і накладають обмеження на зовнішньоекономічну діяльність підприємств. У разі, якщо протягом 60 днів після прийняття резолюції Іран не виконає її вимоги, санкції проти нього можуть бути серйозно посилені.

## Реакція Ірану
Міністерство закордонних справ Ірану назвало прийняту резолюцію «незаконною» і такою, що «виходить за юрисдикцію» Ради Безпеки.